# Паритетбанк
PARITETBANK (Паритетбанк) (бел. Парытэтбанк) — белорусский акционерный коммерческий банк. Основан 1991 году.
Размер уставного фонда Банка составляет 66 098 896,92 белорусских рублей. Размер неденежной части уставного фонда составляет 19 283 099,8593 белорусских рублей или 29,17 % от зарегистрированного уставного фонда банка. Уставный фонд Банка разделен на 220 329 656 400 акций, в том числе: 220 310 818 106 простых (обыкновенных) акций номинальной стоимостью 0,0003 белорусского рубля каждая и 18 838 294 привилегированных акции номинальной стоимостью 0,0003 белорусского рубля каждая.
Паритетбанк является членом Банковской Ассоциации Стран Центральной и Восточной Европы (Banking Association for Central and Eastern Europe/BACEE) на условиях регулярного членства.
В 2018 году Паритетбанк дважды подавал заявку на покупку украинской «дочки» Сбербанка РФ, но дважды получил отказ Нацбанка Украины.
Председатель Правления Банка Карпов Сергей Александрович (с 18.07.2022)

## Награды и премии
12 мая 2022 года  мобильное приложение Paritetbank для юридических лиц eParitet получило награду от Ассоциации белорусских банков на премии Банк года в категории "Мобильное приложение для юридических лиц".

## Санкции
22 ноября 2022 года, на фоне вторжения России на Украину, банк попал под санкции Канады так как банк является представителем сектора экономики, «критически важного для режима Лукашенко и его нынешней политики, угрожающей безопасности Украины и украинцев».